# 第十四届音乐风云榜年度盛典
深圳湾飓风——第十四届音乐风云榜年度盛典于2014年4月13日在深圳湾体育中心举行。本届盛典以“因为音乐•在一起”为主题，高晓松担任评委会主席。韩庚担任本届盛典代言人。

## 颁奖嘉宾
- 高晓松 - 颁发了主席奖
- 周笔畅和张亮 - 颁发了最佳新人，最佳唱作人和最佳影视歌曲
- 陈珊妮和方大同 - 颁发了最佳舞曲艺人，最佳电子艺人和最佳民谣艺人
- 羽泉 - 颁发了音乐新势力、海外优秀舞台演绎奖
- 尚雯婕、魏晨、胡夏 - 颁发了最具影响力音乐人物
- 吕绍淳、大鹏 - 颁发了最受欢迎跨界艺人、最受欢迎新人、最受欢迎乐队组合
- 宋茜、韩磊 - 颁发了内地最受欢迎男歌手、内地最受欢迎女歌手、2013年度创作人、飞跃大奖
- 周治平、张蔷 - 颁发了最佳专辑、最佳组合及乐队
- 陈奂仁、丁薇 - 颁发了最佳男歌手、最佳女歌手

## 现场表演
- 魏晨 - #Will Power（翻唱黑眼豆豆主唱Will. I.am歌曲）[a]
- 吉克隽逸 - Let's Vogue
- 欧豪 - 火、Bad Boy
- 吴莫愁 - 就现在
- 郝云及其乐队 - 活着
- 方大同 - 小芳
- 王铮亮 - 时间都去哪了
- 胡夏 - 同桌的你（翻唱老狼歌曲）
- 宋茜、周觅 - 被风吹过的夏天（翻唱林俊杰歌曲）
- 柳岩、大鹏 - 绝口不提
- Mike、柳岩 - Break You Off Tonight
- 韩磊 - 味道(翻唱辛晓琪歌曲)
- 张蔷 - 我要活着（翻唱英文歌曲I will survive）
- 尚雯婕 - 为梦想喝彩
- 张蔷、尚雯婕 - 爱你在心口难开
- 周笔畅、陈珊妮 - 密友
- 张杰 - 他不懂
- 羽泉 - 在一起

## 评审团奖项
以下是提名与获奖名单。

### 流行类
最佳男歌手
- 周华健 - 《江湖》
- 李健 - 《李健 拾光》
- 陶喆 - 《再见你好吗》
- 汪峰 - 《生来彷徨》
- 张杰 - 《爱，不解释》

最佳女歌手
- 周笔畅 - 《Unlock》
- 尚雯婕 - 《Graceland恩赐之地》
- 田馥甄 - 《渺小》
- 杨乃文 - 《ZERO 零》
- 张蔷 - 《别再问我什么是迪斯科》

最佳唱作人
- 尚雯婕 - 《Graceland恩赐之地》
- 陳珊妮 - 《低調人生》
- 宋冬野 - 《安和桥北》
- 谭维维 - 《乌龟的阿基里斯》
- 羽泉 - 《再生》

最佳新人
- 吴莫愁 - 《就现在》、《青春不下线》、《我相信》、《爱爱爱爱》
- 阿肆 - 《预谋邂逅》
- 吉克隽逸 - 《Let's Vogue》、《Summer Time》、《一首心歌》、《月到天心处》、《爱情发的光》
- 李荣浩 - 《模特》
- 铃凯 - 《LinK》

最佳组合及乐队
- 羽泉 - 《再生》
- EXO - 《XOXO》
- Super Junior-M - 《Break Down》
- 二手玫瑰乐队 - 《一枝独秀》
- 苏打绿 - 《秋：故事》

最佳专辑
- 陈珊妮 - 《低调人生》
- 苏打绿 - 《秋：故事》
- 田馥甄 - 《渺小》
- 汪峰 - 《生来彷徨》
- 羽泉 - 《再生》
- 周笔畅 - 《Unlock》
- 周华健 - 《江湖》

最佳EP
- 魏晨 - 《登“封”造极》
- 吉杰 - 《彝斯科YISCO》
- 吉克隽逸 - 《一首心歌》
- 旅行团乐队 - 《于是我不再唱歌》
- 姚贝娜 - 《1/2的我》
- 朱婧 - 《她》

### 电子类
最佳电子艺人
- 张蔷 - 《别再问我什么是迪斯科》
- 刘以达 - 《第四度空间》
- 尚雯婕 - 《Graceland恩赐之地》
- 王若琳 - 《银河的危机：最奇异的午夜转播》
- 英水帝江 - 《了不可得安心法》

### 舞曲类
最佳舞曲艺人
- 魏晨 - 《登“封”造极》
- EXO - 《XOXO》
- 吉克隽逸 - 《Let's Vogue》
- 罗志祥 - 《狮子吼》
- 吴莫愁 - 《就现在》
- 张蔷 - 《别再问我什么是迪斯科》

### 摇滚类
最佳摇滚艺人
- 谭维维 - 《乌龟的阿基里斯》
- P.K.14 - 《1984》
- 窦唯 - 《殃金咒》
- 郝云 - 《活着》
- 谢天笑 - 《幻觉》

### 民谣类
最佳民谣艺人
- 郝云 - 《活着》
- 低苦艾 - 《守望者》
- 蒋明 - 《罔极寺》
- 宋冬野 - 《安和桥北》
- 张震岳 - 《我是海雅谷慕》
- 张智 - 《巴克图口岸》
- 钟立风 - 《欲爱歌》

### 制作类
最佳作词
- 《山丘》 - 李宗盛; 作词: 李宗盛
- 《低调人生》 - 陈珊妮; 作词: 陈珊妮
- 《摇摆吧，70后》 - 吉杰; 作词：丁博
- 《生来彷徨》 - 汪峰; 作词：汪峰
- 《晚安的话》 - 周笔畅; 作词: 周笔畅
- 《泼墨》 - 周华健; 作词：张大春

最佳作曲
- 《山丘》- 李宗盛; 作曲：李宗盛
- 《预谋邂逅》 - 阿肆; 作曲：阿肆
- 《向往》 - 李健; 作曲：李健
- 《我好想你》 - 苏打绿; 作曲：苏打绿
- 《生来彷徨》 - 汪峰; 作曲：汪峰

最佳编曲
- 《低调人生》 - 陈珊妮；编曲：陈珊妮
- 《Bridge to freedom》 - 崔龙阳；编曲：戈非
- 《山丘》 - 李宗盛；编曲：李宗盛
- 《生来彷徨》 - 汪峰；编曲：贾轶男
- 《泼墨》 - 周华健；编曲：黄韵仁

最佳歌曲制作人
- 《山丘》 - 李宗盛；歌曲制作人：李宗盛
- 《董小姐》 - 宋冬野；歌曲制作人：宋冬野
- 《我好想你》 - 苏打绿；歌曲制作人：林暐哲
- 《生来彷徨》 - 汪峰；歌曲制作人：贾轶男
- 《泼墨》 - 周华健；歌曲制作人：周华健、黄韵仁

最佳专辑制作人
- 《Graceland恩赐之地》 - 尚雯婕；专辑制作人： 尚雯婕
- 《低調人生》 - 陳珊妮；专辑制作人：陳珊妮
- 《秋：故事》 - 苏打绿；专辑制作人：林暐哲
- 《渺小》 - 田馥甄；专辑制作人：王治平
- 《别再问我什么是迪斯科》 - 张蔷；专辑制作人：彭磊、庞宽

### 综合类
最佳影视歌曲
- 王铮亮 - 《时间都去哪了》
- 陈奕迅 - 《稳稳的幸福》
- 李治廷 & 范冰冰 - 《一夜惊喜》
- 苏打绿 - 《我好想你》
- 王菲 - 《致青春》

最佳音乐录影带
- 《Break Down》 - Super Junior-M
- 《我好想你》 - 苏打绿
- 《我不祝福》 - 陶晶莹
- 《渺小》 - 田馥甄
- 《泼墨》 - 周华健

最佳唱片企划
- 羽泉 - 《再生》
- 吉杰 - 《彝斯科YISCO》
- 汪峰 - 《生来彷徨》
- 魏晨 - 《登“封”造极》
- 张震岳 - 《我是海雅谷慕》
- 周华健 - 《江湖》

## 票选奖项
- 内地最受欢迎男歌手 - 张杰
- 内地最受欢迎女歌手 - 周笔畅
- 港台最受欢迎男歌手 - 周杰伦
- 港台最受欢迎女歌手 - 邓紫棋
- 最受欢迎新人 - 欧豪
- 最受欢迎跨界艺人 - 张亮
- 最受欢迎乐队组合 - Super Junior-M

## 组委会奖项
- 主席奖 - 吴莫愁
- 最具影响力音乐人物 - 韩磊
- 2013年度创作人 - 方大同
- 飞跃大奖 - 张杰
- 音乐新势力 - 吉克隽逸
- 海外优秀舞台演绎奖 - f(x)